# Piotr Pustelnik

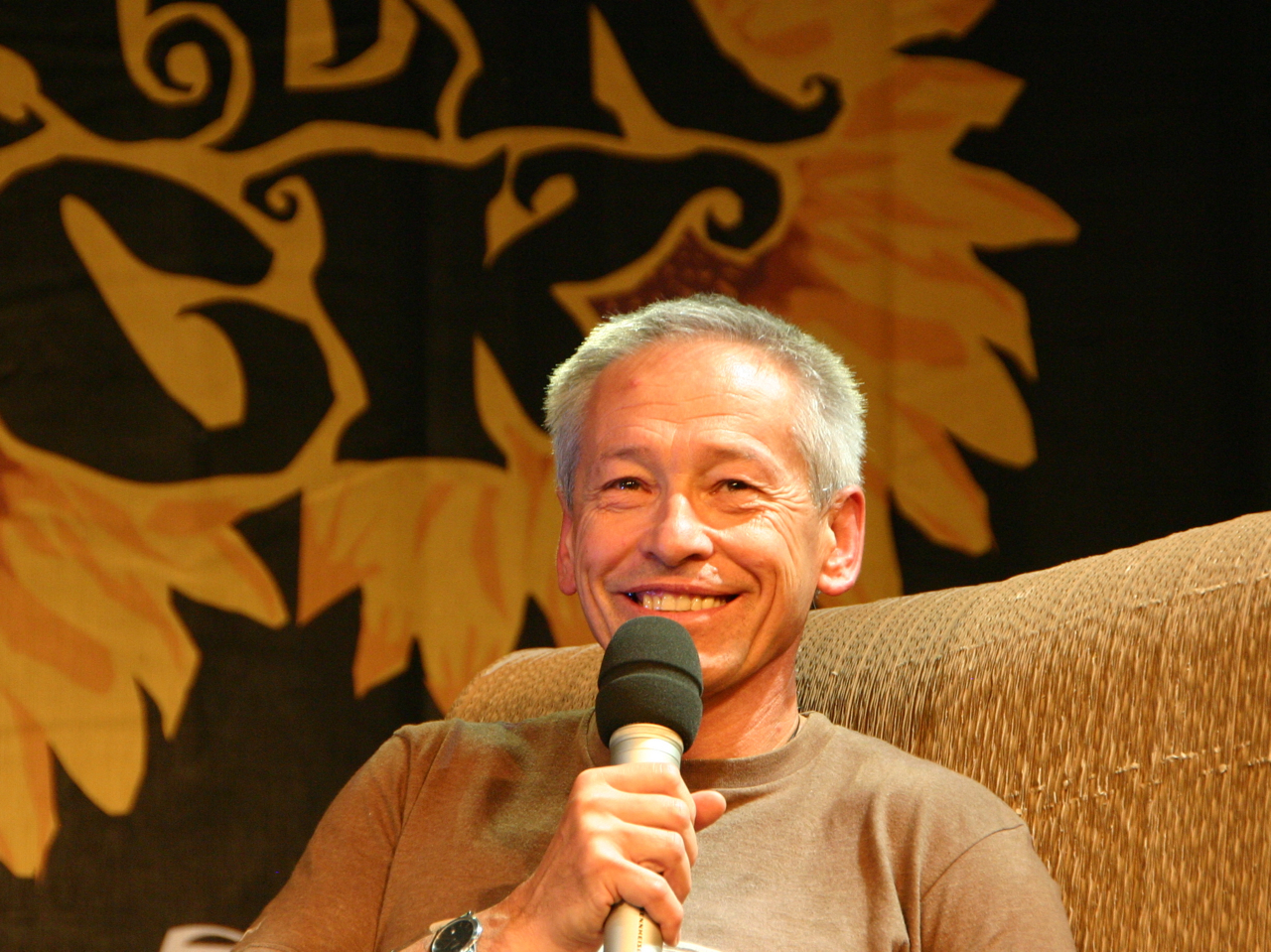
Piotr Pustelnik auf der Haltestelle Woodstock 2011

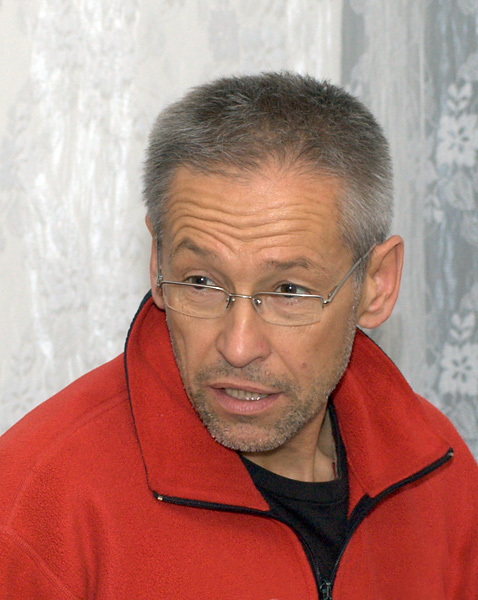
Piotr Pustelnik

Piotr Pustelnik (* 12. Juli 1951 in Łódź) ist ein polnischer Extrembergsteiger. Er hat alle 14 Achttausender bestiegen. Sein regelmäßiger Kletterpartner war Piotr Morawski bis zu dessen Tod. Zusammen mit Peter Hámor wurden sie als Three Peters (englisch für ‚drei Peter‘) bezeichnet.
Von Beruf ist er Wissenschaftlicher Mitarbeiter am Institut für Verfahrenstechnik und Umwelttechnik der Technischen Universität Łódź. Er ist Doktor der Chemie.

## Besteigungen der Achttausender
Pustelnik begann seine Karriere als Extrembergsteiger im Karakorum mit der Besteigung des Gasherbrum II im Jahr 1990, zusammen mit Wanda Rutkiewicz. 1997 stand er ein zweites Mal auf diesem Berg. 1992 erreichte er den Gipfel des Nanga Parbat. Ein Jahr später konnte er mit dem Cho Oyu und dem Shisha Pangma zwei Achttausender in einem Jahr besteigen. Es folgten Dhaulagiri (1994), Mount Everest (1995), der K2 (1996) und Gasherbrum I (1997). Er stand in diesem Jahr innerhalb von sechs Tagen auf beiden Gasherbrums. Im Jahr 2000 stand er auf dem höchsten Punkt des Lhotse, im folgenden Jahr auf dem des Kangchendzönga. 2002 konnte er den Makalu besteigen, ein Jahr später den Manaslu. 2005 erreichte er den Vorgipfel des Broad Peak, auf dessen Hauptgipfel er 2006 stand. Im selben Jahr konnte er auch den östlichen Nebengipfel der Annapurna besteigen. Den Hauptgipfel der Annapurna konnte er im Jahr 2010 besteigen.

## Verweise